# 웨화
웨화(岳華, 악화, 본명은 량러화(梁樂華, 양낙화), 영문명은 Elliot Ngok, Elliot Yue, Elly Leung, 1942년 7월 13일 ~ 2018년 10월 20일)는 중화인민공화국 홍콩 특별행정구의 남성 영화배우, 텔레비전 연기자이다.

## 생애
중화민국 상하이에서 출생하여 지난날 한때 중화민국 광둥성 중산에서 잠시 유아기를 보낸 적이 있는 그는 1962년 중화인민공화국 상하이에서 홍콩으로 이주하였으며 1964년 홍콩 영화 《혈천모단홍(血濺牡丹紅)》으로 영화배우 첫 데뷔하였고 이듬해 1965년에는 가수로도 데뷔하였으며 1980년부터는 텔레비전 드라마에도 출연하기 시작하였다.
그의 아내는 타이완 태생의 홍콩 영화배우 출신인 톈니(恬妮, 염니)이다.